# Strawberry Fields Forever
1967. február 17-én (az USA-ban már február 13-án) jelent meg a The Beatles Strawberry Fields Forever című dala a Penny Lane/Strawberry Fields Forever című dupla A-oldalas kislemezen. Széles körben elfogadott nézet szerint a zenekar egyik legnagyszerűbb dala, valamint a pszichedelikus rock mibenlétének egyik legmeghatározóbb példája. Bár Lennon-McCartney szerzeményként jelölték, valójában John Lennon írta.

## Keletkezése
Lennon 1966 végén kezdte írni a dalt, amikor a spanyolországi Almeríában részt vett Richard Lester Hogyan nyertem meg a háborút című filmjének forgatásán. A Strawberry Fields Forever és Paul McCartney Penny Lane című dala egyaránt a liverpooli gyerekkor iránti nosztalgiával foglalkozik. Mindkettő megemlít létező helyszíneket, de erős szürreális és pszichedelikus hangulatuk is van.
Strawberry Field az Üdvhadsereg egyik árvaháza volt, nem messze Lennon gyermekkori otthonától. Lennon és barátai, Pete Shotton és Ivan Vaughan gyakran játszott az épület mögötti erdőben. Lennon gyerekkorának egyik fontos eseménye volt az árvaházban évente megrendezett kerti mulatság. Ahogy nagynénje, Mimi emlékezett: „Amint meghallottuk az Üdvhadsereg zenekarát, John fel s le ugrált és kiabált, hogy ’siess Mimi, el fogunk késni’”.
A dal keletkezésének ideje fontos változást jelentett Lennon számára. A The Beatles épp felhagyott a turnézással, az év különösen nehéznek bizonyult az együttes számára, főleg a „népszerűbbek vagyunk, mint Jézus”-botrány, valamint a Fülöp-szigeteki turné miatt. Lennon házassága végéhez közeledett, a gyermekkori megrázkódtatások pedig meg-megújuló fájdalmat jelentettek neki. Egyre több kábítószert használt, főleg a hallucinogén hatású LSD-t. Bár a dal nem említ kábítószereket, stílusa, hangzása és a homályos, tudatfolyamszerű szöveg Lennon LSD-élményeire utalnak.
A dalról Lennon 1980-ban ezt mondta: „Egész életemben más voltam. A második szakasz így szól: „No one I think is in my tree (Az én fámon senki sincs)”. Túl szégyenlős és bizonytalan voltam. Azt akartam ezzel mondani, hogy senki sem tűnt olyan különcnek, mint én. Tehát vagy őrült vagyok, vagy zseni. „Legyen az magas vagy alacsony”.
Rengeteg demó és stúdiófelvétel került napvilágra, melyek betekintést engednek a dal fejlődésébe. A legkorábbi demóban van egy szakasz, melynek nincs refrénje: „No one is on my wavelength, I mean, it's either too high or too low; That is you can't you know tune in but it's all right, I mean it's not too bad.”

## A felvételek
Az úttörő produceri munka és az összetett hangszerelés tanúsította a Beatles avantgárd zenei törekvéseit és a stúdiótechnikában való jártasságát. Rengeteg utólagos rájátszást, visszafelé lejátszott vagy végtelenített szalagos effektet, kompressziót és kiegyenlítést alkalmaztak. A hagyományos gitár-basszusgitár-dob felállás mellett a hangszerelés szerves részét képezi a zongora, a Mellotron (melyen McCartney játszott), a trombiták, csellók és több egzotikus hangszer, mint amilyen a refrének végén hallható swarmandel, egy indiai húros hangszer.
A dal megjelentetett verziója két felvétel összeállításából született. Az együttes több felvételt készített a dal két teljesen különböző változatából. Az első változat hangszerelése viszonylag egyszerű volt, gitár, basszusgitár, dob és Mellotron szerepelt benne. A néhány héttel később felvett második változathoz Lennon lényegesen bonyolultabb hangszerelést kért, melynek összeállításában George Martinnak is nagy szerepe volt. Ebben trombiták, csellók, valamint a cintányérok hangjának visszafelé lejátszott felvétele is szerepelt.
Lennon úgy döntött, hogy a 7. felvétel (első változat) első felét és a 26. felvétel („nagyzenekari” változat) végét fogja felhasználni. Azt akarta, hogy a kész felvétel ebből a két részből álljon, így ezek összeillesztésének feladatát George Martinra bízta.
Martin és Geoff Emerick legnagyobb problémája az volt, hogy a két felvétel hangneme és tempója nem egyezett meg (a 7. felvétel A-dúrban, a 26. felvétel B-dúrban volt). Szerencsére a gyorsabb változat volt a magasabb hangnemben. A két szakasz összeillesztéséhez a varispeed effektet használták: a gyorsabb és magasabb hangnemű felvételt lelassították, a lassabb és alacsonyabb hangneműt pedig felgyorsították, úgy, hogy mindkettő tempója és hangneme megegyezzen. George Martin szerint az összeillesztés lehetősége szerencsés véletlen volt. Amikor Lennon először kérte, hogy rakja össze a két részt, Martin lehetetlennek tartotta a feladatot. A végső verzióban két vágás hallható: egy a dal első szakasza és az utána következő refrén között, ahonnan egy felesleges szakaszt kivágtak; a második néhány másodperccel ezután, a „cause I’m” és a „going to” szavak között, pontosan a dal első percében (ez a 7. és a 26. felvétel illesztési pontja). A hangmagasság váltása Lennon hangjának különleges, túlvilági színezetet adott.
A dal bevezetőjét, melynek hangzása fuvolára hasonlít, Mellotronon játszották. A hangszert Lennon 1966-ban vette meg, és kifejezetten a dal miatt vitette a stúdióba. Ám nem ő, hanem McCartney jött rá a hangszerben rejlő lehetőségekre, amikor megírta a bevezetőt és a felvételek során a hangszeren játszott. Ez az újfajta, brit gyártású elektromos billentyűs hangszer valódi hangszerek, például rézfúvósok, vonósok (a dal 1. felvételén is hallható) és fúvósok (a 2-7. felvételeken is hallható) nyolc másodperc hosszú, szalagra vett hangmintáit tartalmazta, melyeket a billentyűkkel lehetett lejátszani. A Beatles volt az egyik első rockegyüttes, amely Mellotront használt, a Strawberry Fields Forever pedig az egyik első popdal, melyben hallható a hangszer (Graham Bond már 1965-ben használta). A Beatles nyomán szinte minden együttes (többek között a Rolling Stones, a Moody Blues, a Pink Floyd és a Traffic) átvette a Mellotront, ami a pszichedelikus (később a progresszív) rock egyik legjellemzőbb hangszerévé vált.
A Paul halott szóbeszéddel ellentétben a dal végén Lennon „I buried Paul” (Eltemettem Pault) helyett azt mondja, hogy „cranberry sauce” (áfonyaszósz). 1974-ben McCartney így emlékezett vissza:
Egyáltalán nem azt mondta, hogy „Eltemettem Pault” – hanem azt, hogy „Áfonyaszósz”. Ez jellemző John humorérzékére. Gyakran mondott teljesen oda nem illő dolgokat, például azt, hogy áfonyaszósz. Ha nem jössz rá, hogy John hajlamos áfonyaszószt mondani, amikor éppen úgy tartja a kedve, úgy tűnhet, hogy hallasz egy furcsa kis szót és nyomban azt gondolod, hogy „Megvan!”.
Lennon ugyanezt erősítette meg a Playboynak adott interjújában, 1980-ban. Azt mondta, hogy ez volt a hab a tortán, mert a dal furcsasága megengedte, hogy bármi, amit mond, odaillő legyen. Az Anthology 2-n megjelent felvételen a „cranberry sauce” sokkal tisztábban hallható, mint a végső változaton.

## A kiadás
A dal az USA-ban 1967. február 13-án, az Egyesült Királyságban február 17-én jelent meg mint egy dupla A-oldalas kislemez egyik oldala; a tulajdonképpeni A-oldalon Paul McCartney Penny Lane című dala szerepelt. A Strawberry Fields Forever másik oldalára a Beatles eredetileg a When I’m Sixty-Four című dalt szánta. Amikor Brian Epstein, a zenekar menedzsere George Martint a felvételek alakulásáról kérdezte, Martin azt mondta, hogy – szerinte – eddigi két legjobb dalukat vették fel (a Strawberry Fields Forevert és a Penny Lane-t). Epstein rábeszélte Martint, hogy az előző kislemez (Yellow Submarine/Eleanor Rigby) példájára egy újabb dupla A-oldalas kislemezt jelentessenek meg. Ez az oka, hogy végül egyik dal sem került fel a Sgt. Pepper’s Lonely Hearts Club Band című albumra.
A kislemez a brit listákon a második helyet érte el (az első Engelbert Humperdinck Release Me című dala volt), az amerikai listákon a Penny Lane az első, a Strawberry Fields Forever a nyolcadik lett.
Az USA-ban mindkét dal felkerült a Magical Mystery Tour című albumra, ami az Egyesült Királyságban egy hatdalos dupla középlemezként jelent meg. A Beatles katalógusában ma már a 11 dalos amerikai kiadás a hivatalos változat.

## Feldolgozások
1971 és 1973 között a Syrius együttes rendszeresen játszotta koncertjein, a Syrius Anno Live című albumon adták ki 2009-ben.
1998: Jim Carrey (George Martin megbízásából) 

2005: Gigi D'Agostino (kiadatlan)

## Közreműködők

### 1. verzió
- John Lennon – ének, akusztikus gitár
- Paul McCartney – Mellotron, basszusgitár
- George Harrison – elektromos slide gitár
- Ringo Starr – dob, ütőhangszerek

### 2. verzió
- John Lennon – ének, akusztikus gitár, bongó, Mellotron
- Paul McCartney – mellotron, basszusgitár, elektromos gitár, üstdob, bongó
- George Harrison – elektromos slide gitár, swarmandel, üstdob, maracas
- Ringo Starr – dob, ütőhangszerek
- Mal Evans – csörgődob
- Neil Aspinall – guiro
- Terry Doran – maracas
- Tony Fisher, Greg Bowen, Derek Watkins, Stanley Roderick – trombita
- John Hall, Derek Simpson, Norman Jones – cselló

### Produkció
- Geoff Emerick – hangmérnök
- George Martin – producer